# Silometopus ambiguus
Silometopus ambiguus là một loài nhện trong họ Linyphiidae. Chúng được Octavius Pickard-Cambridge miêu tả năm 1905.